# Dendrobium pantherinum
Dendrobium pantherinum är en orkidéart som beskrevs av Rudolf Schlechter. Dendrobium pantherinum ingår i släktet Dendrobium, och familjen orkidéer. Inga underarter finns listade i Catalogue of Life.